# Temple Run
Temple Run es un videojuego de carrera sin fin lanzado por primera vez en agosto de 2011. Fue desarrollado por Imangi Studios y actualmente está disponible para descargar en Windows Phone, iOS, Android y Kindle Fire . El juego está disponible de forma gratuita y se financia a través de un sistema freemium . Ocupa una posición de liderazgo en las estadísticas de descargas.   
Ya han aparecido una secuela y dos versiones basadas en películas actuales.
Fue un juego muy valorado entre la comunidad hispanohablante y gran parte de muchas infancias.

## Modo de juego
El juego trata sobre un personaje que huye de unos monos demoníacos en un complejo de templos. El jugador debe usar la pantalla táctil para dirigir la figura hacia la izquierda o hacia la derecha, pero también puede controlarla inclinando el dispositivo. También tienes que saltar o agacharse para evitar obstáculos. Si se comete un error, chocar con un obstáculo o caer en un abismo, el personaje muere y el juego comienza de nuevo. 
Cuanto más tiempo consigas correr, más puntos obtendrás. Las monedas se pueden recolectar en el camino. Estas permiten comprar contenido adicional del juego, como power-ups, otros personajes del juego o imágenes de fondo. Es posible comprar las monedas con dinero real. También hay ciertas metas, también conocidas como “objetivos”, como caminar una cierta distancia sin recolectar monedas. Si logra tal objetivo, el “multiplicador” aumenta, que es un factor decisivo en el cálculo de los puntos. Por lo tanto, puede obtener una puntuación más alta con la misma distancia de carrera. Si se han logrado todos los objetivos y se ha adquirido todo el contenido adicional del juego, la única tarea es aumentar la puntuación más alta. 

## Plataformas
Temple Run es compatible con iPod touch, iPhone y iPad desde iOS 4.3.  Hay una integración de Game Center . 
Se lanzó una versión de Android en el 27 de marzo de 2012, se puede descargar de Google Play,  pero no para todos los dispositivos Android.
En mayo de 2012 también se lanzó una versión para Amazon Kindle Fire .  
Desde diciembre de 2013 Temple Run para Windows Phone 8 estará disponible de forma gratuita.

## Recepción
El juego se ha descargado más de 500 millones de veces.  Con casi 50 millones de jugadores en Game Center, es una de las aplicaciones más jugadas de todas y está en el top 50 de las aplicaciones más cargadas. Todos los títulos de la serie "Temple Run" combinados han tenido más de mil millones de descargas.  
El juego también fue reconocido en los premios Nickelodeon Kids 'Choice Awards de 2013 en la categoría Aplicación favorita .

## Popularidad y reconocimientos
Desde su lanzamiento inicial en la App Store, la popularidad del juego se ha disparado, hasta el punto de que Imangi Studios se hizo más popular que Zynga. En iTunes Store, el juego se incluyó entre las 50 aplicaciones más descargadas en diciembre de 2011, y finalmente se convirtió en la aplicación iOS gratuita número uno en la tienda. También alcanzó la posición de la aplicación iOS con mayores ingresos. La versión de Android se descargó un millón de veces en los tres días posteriores a su lanzamiento. En junio de 2014, Temple Run y su secuela se han descargado más de mil millones de veces.
La versión Arcade ganó la medalla de bronce de los premios BOSA 2013 por Videmption Arcade Games.

## Secuelas
En enero de 2013 se lanzó "Temple Run 2".  Dos semanas después de su lanzamiento, se registraron 50 millones de descargas.  Para la plataforma Android se lanzó en 2012 "Temple Run: Merida" inspirado en la película de Pixar protagonizada por una princesa escocesa Brave. Algo parecido ocurrió con "Temple Run: Oz" inspirado en la película The Fantastic World of Oz. Ambas versiones son idénticas en términos de jugabilidad, solo los gráficos se han adaptado a las películas respectivas. 